# Zoanthus cavernarum
Zoanthus cavernarum är en korallart som beskrevs av Ferdinand Albin Pax och Müller 1957. Zoanthus cavernarum ingår i släktet Zoanthus och familjen Zoanthidae. Inga underarter finns listade i Catalogue of Life.